# Tali Open
El Tali Open es un torneo profesional de tenis. Pertenece al ATP Challenger Tour. Se juega desde el año 2019 sobre pistas de dura bajo techo, en Helsinki, Finlandia.

## Palmarés

### Individuales
| Año  | Campeón         | Finalista      | Resultado      |
| ---- | --------------- | -------------- | -------------- |
| 2019 | Emil Ruusuvuori | Mohamed Safwat | 6–3, 6–74, 6–2 |
| 2020 | No Celebrado    | No Celebrado   | No Celebrado   |
| 2021 | Alex Molčan     | João Sousa     | 6–3, 6–2       |
| 2022 | Leandro Riedi   | Tomáš Macháč   | 6–3, 6–1       |
| 2023 | Corentin Moutet | Sumit Nagal    | 6–3, 3–6, 6–2  |
| 2024 | Kei Nishikori   | Luca Nardi     | 3–6, 6–4, 6–1  |

### Dobles
| Año  | Campeones                     | Finalistas                                   | Resultado         |
| ---- | ----------------------------- | -------------------------------------------- | ----------------- |
| 2019 | Frederik Nielsen Tim Pütz     | Tomislav Draganja Pavel Kotov                | 7–62, 6–0         |
| 2020 | No Celebrado                  | No Celebrado                                 | No Celebrado      |
| 2021 | Alexander Erler Lucas Miedler | Harri Heliövaara Jean-Julien Rojer           | 6–3, 7–62         |
| 2022 | Purav Raja Divij Sharan       | Reese Stalder Petros Tsitsipas               | 6–75, 6–3, [10–8] |
| 2023 | Sriram Balaji Andre Begemann  | Jeevan Nedunchezhiyan Vijay Sundar Prashanth | 6–2, 7–5          |
| 2024 | Filip Bergevi Mick Veldheer   | Romain Arneodo Théo Arribagé                 | 3–6, 7–65, [10–5] |